# 読売・朝日・毎日3社ニュース
『3社ニュース』とは日本テレビ（1953年開局）とラジオ東京（1955年テレビ開局、現在のTBSテレビ。）が、両社に出資していた日本の3大新聞社である読売新聞社、朝日新聞社、毎日新聞社の各社と提携して、毎日夕方に3社が放送日程や放送局のローテーションを組んで放送していたテレビニュース番組。

## 概要
- 日本テレビはニュース映画、ラジオ東京は開始当初、スタジオに各新聞社の記者が出演してニュース解説形式（今日のキャスターニュース形式にほぼ同義）で放送されたが、時期尚早ということもあったのか約半年で日本テレビと同じニュース映画として放送された。
- 1972年4月1日（読売）、4月3日（毎日、朝日）よりカラー放送を実施。同年11月より送り出し局（キー局）が読売＝NTV、朝日＝NET、毎日＝TBSになった[1]。
- 1974年3月一杯をもって、この各放送局での3社ニュースは終了した。これは前年12月20日に読売・朝日・毎日三社の首脳が覚書を交わし、これに伴い読売＝NTV、朝日＝NET（現・テレビ朝日）、毎日＝TBSに各紙と各局の資本関係を一本化した事によるもの。
- 同年4月1日より、日本テレビは『読売新聞ニュース』を、TBSテレビは『毎日新聞ニュース』をそれぞれ連日放送するようになった。東京キー局での『朝日新聞ニュース』の放送は途絶えたが、依然としてNETテレビをキー局として朝日放送（ABCテレビ）他地方局向けの裏送りは継続されており、1975年3月31日より『朝日フラッシュニュース』に改題されてNETテレビでも放送を開始した。
  - しかし、毎日は1976年3月28日でTBSテレビでの放送を打ち切り、『テレポートTBS6』への制作協力に切り替えた。全国向けも1978年に撤退して、週1回の『毎日新聞 記者の目』に転換。テレビニュース制作から撤退した。
  - 朝日も1979年4月『ドラえもん』の放送開始にあわせてテレ朝での放送を打ち切り。全国向けも、しばらくはテレビ朝日に制作を委託した裏送り放送（司会もテレビ朝日アナウンサーが務めていた）ののちCS放送の朝日ニュースターに切り替え、地上波向けからは撤退。
  - 読売も2000年9月をもって『読売新聞は～い夕刊』『読売新聞は～い朝刊』（1996年に『読売新聞ニュース』『読売新聞あすの朝刊』から改題）は打ち切られた。2003年10月から読売新聞夕刊の注目記事を紹介する関東ローカルの番組『イブニングプレス Donna』が始まった。
- 一方、首都圏ではテレビ埼玉(テレ玉)、千葉テレビ、tvkの関東UHFテレビ局がこの3社と産経新聞、東京新聞（中日新聞）を含めた5社日替わりローテーションによる全国ニュース(産経についてはテレ玉では放送せず、群馬テレビで放送された)を放送するようになった。なお、『5社ニュース』は2005年3月の東京新聞ニュースの終了をもって完全終了となった。

## ローテーション
|         | 月曜 | 火曜 | 水曜 | 木曜 | 金曜 | 土曜 |
| ------- | ---- | ---- | ---- | ---- | ---- | ---- |
| NTV     | 毎日 | 読売 | 朝日 | 毎日 | 朝日 | 読売 |
| KRT→TBS | 読売 | 朝日 | 毎日 | 読売 | 毎日 | 朝日 |

- 日曜は放送がなかった。
- 初期はこのローテーションは異なっていた。
- 表からわかる通り関東地区では、日曜以外でも読売新聞ニュースと毎日新聞ニュースは放送されない曜日が存在していた。朝日新聞は別途『NETニュース 朝日新聞制作』（1970年『ANNニュース』に改題）や東京12チャンネル（現 テレビ東京）でも別枠の『朝日新聞ニュース』（1970年より日経と交互制作の『東京12チャンネルニュース』。現在は 『TXNニュース』に改題。朝日は1972年に撤退している）を放送していたため、1970年までの関東地区でも朝日新聞ニュースは日曜日も含め放送されない曜日は無かった。
- 日本テレビ、TBSテレビには各制作会社からフィルムが直接局に搬送されたが、後に読売は日本テレビ、朝日はNETテレビ、毎日はTBSテレビがそれぞれ送り出しの担当局となったため、日本テレビやTBSテレビはそれぞれ自分の受け持ち新聞社以外は他社からネット受けをする事となり、その結果在京局間同士でのネットワークのやりとりが存在する事となった。
- 関東地区以外にもこれら新聞社のニュースは放送されたが、これも上記各局が送り出しを担当。自社で放送しない曜日は裏送りの処置を執っていた。このため、TBSテレビと系列外であるメ～テレ(名古屋テレビ)・STVテレビ(札幌テレビ)の間にも長い間、当番組限定のネットワーク関係が存在していた事となる。またこのほかに地方ネット局向け（特にオープンネットのため1局しかなかった地域）では、『サンケイ/共同テレニュース』を配信したところもあり、実質的には「読売・朝日・毎日・サンケイ（共同）4社ニュース」となっていた。

## ラジオ版3社ニュース
1951年（昭和26年）12月24日19時（午後7時）、東京初の民間放送ラジオ局であるラジオ東京（JOKR。現在のTBSラジオ）が開局。19時の時報の後、「（ラジオ東京）シグナルミュージック」（オープニング版）と開局アナウンスの後に、開局最初の放送番組として『朝日・毎日・読売3社ニュース』を放送。この3社ニュースはラジオ東京の開局記念式典の一環として19時から19時15分、並びに21時から21時15分の2回に分けて公開生放送された。
翌12月25日より朝日新聞・毎日新聞・読売新聞で順番・交互にニュース提供を担当した。1955年9月の砂川闘争の取材よりラジオ東京独自の取材による内容もニュースとして放送することが認められ、以降臨時ニュースを中心に独自取材のニュースも放送されるようになった。これは同じニュースでも出稿社によって内容が異なり齟齬が生じて一貫性が欠けていたためである。
1963年、TBSは新聞3社とラジオニュースに関する覚書を交わし、同年4月より海外ニュースを共同通信社経由に切り替え、一部TBS自主取材のニュースを新聞社提供ニュースに挿入できる事になり、編集権の自主権を一部確保した。

既述の通り、1973年12月20日に新聞3社の各首脳が覚書を交わし、それまでTBS設立以来新聞3社がほぼ同数持っていたTBS株をすべて毎日新聞社に譲渡することが決まったのを受け、1974年4月1日からラジオの定時ニュースタイトルは「TBSニュース」に変更。新聞社のニュース提供は毎日新聞だけになったものの、完全に編集権はTBS側に移った。